# Les Forges (Deux-Sèvres)
Les Forges è un comune francese di 132 abitanti situato nel dipartimento delle Deux-Sèvres nella regione della Nuova Aquitania.

## Società

### Evoluzione demografica
Abitanti censiti